# San Juan Hualula
San Juan Hualula es una localidad de México perteneciente al municipio de Eloxochitlán en el estado de Hidalgo.

## Geografía
A la localidad le corresponden las coordenadas geográficas 20° 42’ 31.026” de latitud norte y 98° 50’ 10.65” de longitud oeste, con una altitud de 1474 m s. n. m. Se encuentra a una distancia aproximada de 6.68 kilómetros al suroeste de la cabecera municipal, Eloxochitlán.
En cuanto a fisiografía se encuentra dentro de las provincia de la Sierra Madre Oriental, dentro de la subprovincia del Carso Huasteco; su terreno es de meseta y sierra. En lo que respecta a la hidrografía se encuentra posicionado en la región del río Panuco, dentro de la cuenca del río Moctezuma, en la subcuenca del río Metztitlán. Cuenta con un clima seco semicálido.

## Demografía
En 2020 registró una población de 975 personas, lo que corresponde al 37.60 % de la población municipal. De los cuales 462 son hombres y 569 son mujeres. Tiene 271 viviendas particulares habitadas.
| Gráfica de evolución demográfica de San Juan Hualula entre 1900 y 2020                       |
|                                                                                              |
| Población de los censos y conteos del Instituto Nacional de Estadística y Geografía (INEGI). |

## Economía
La localidad tiene un grado de marginación alto y un grado de rezago social bajo.